# دهستان چاراویماق جنوب غربی
دهستان چاراویماق جنوب غربی یکی از دهستان‌های استان آذربایجان شرقی است که در بخش مرکزی شهرستان چاراویماق واقع شده‌است.